# Werner Marchand
Pour les articles homonymes, voir Marchand.
Werner Marie Joseph Ghislain Marchand, né le 26 avril 1911 à Opprebais et mort à Mont-Godinne le 14 décembre 1981, est un homme politique et parlementaire belge.

## Biographie
Fils de Maurice Marchand né en janvier 1884 à Etterbeek, ancien chef de service aux chemins de fer vicinaux à Opprebais et de Nelly François, née en décembre 1885 à Acoz, institutrice de formation.
Après ses primaires, il fait ses humanités classiques au Collège Cardinal Mercier à Braine l'Alleud. Il étudie ensuite le droit à la faculté de philosophie et de lettres à Notre-Dame de la paix à Namur mais arrête après 2 années pour rentrer à la gendarmerie. Il est cependant refusé pour cause de vue déficiente.
Il fait alors son service militaire dans le 13e régiment de ligne à Namur. En tant que sous-officier, il est mobilisé dans le cadre des grèves de 1932 et est affecté au Borinage, il réussit durant cette période difficile à se faire apprécier par les grévistes.
Service effectué, il part suivre des cours de pharmacie à Paris. Il rentre ensuite en Belgique et devient préparateur en pharmacie dans une officine à Bruxelles. Peu après, il devient délégué médical pour la firme Theraplix.
En 1940, au début de la guerre, il est mobilisé à Gand, il est fait prisonnier et reste 1 an en Allemagne. Il parvient à se faire libérer en se faisant passer pour un Flamand et bénéficier ainsi de la FlamenPolitik. Au début 1941, il reprend son travail de pharmacie et s'engage discrètement dans un réseau de résistance dirigé par le curé de la paroisse de Chastre. 
À la fin de la guerre, il crée avec un ami Français, Édouard Borel, 2 sociétés pharmaceutiques le laboratoire Dumas et le laboratoire Delagrange (Belgique). Ces 2 sociétés seront à la base de sa réussite dans les affaires notamment via la vente exclusive du médicament Primpéran.
Il se présente comme suppléant à la première liste UDB pour Nivelles lors des premières élections générales d'après-guerre, aux élections législatives du 17 février 1946.

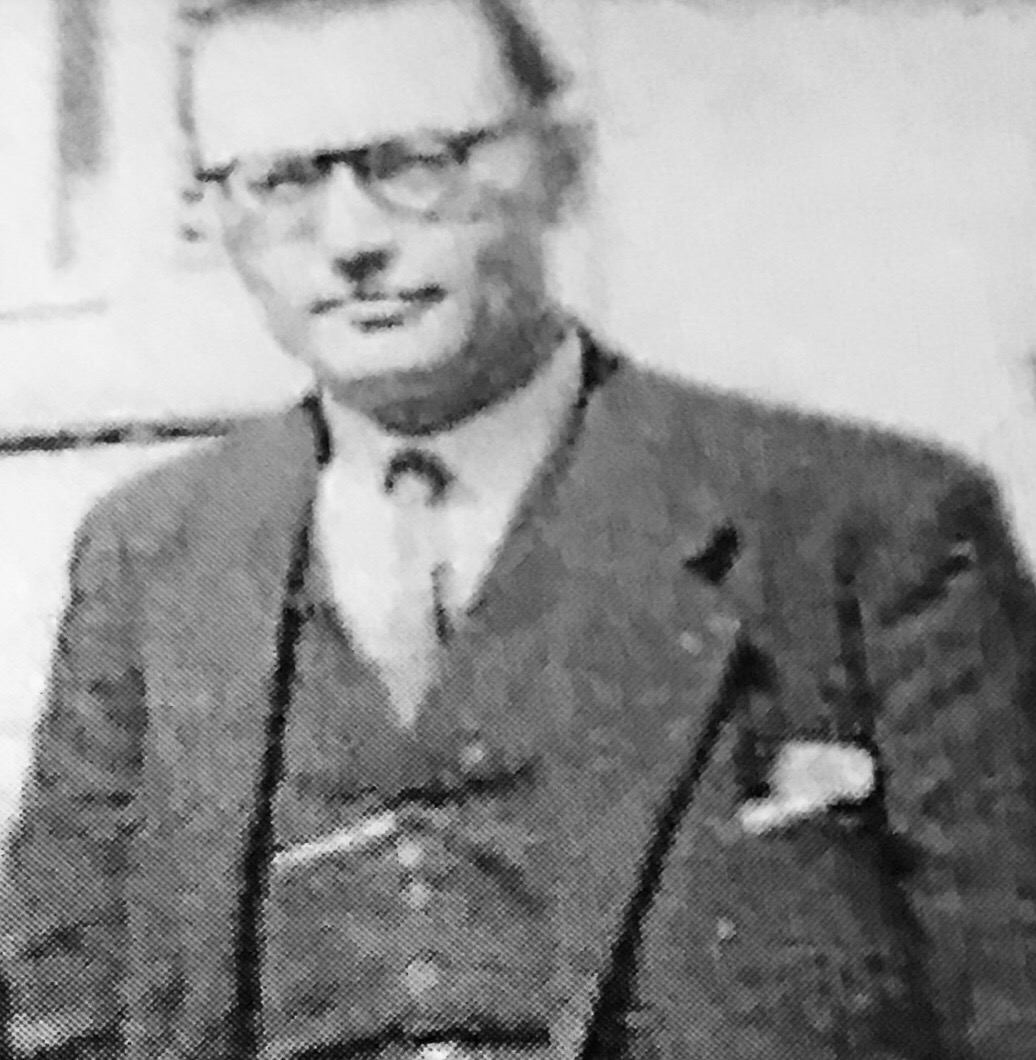

Un siège est remporté à Nivelles. Le candidat élu, Paul Michel Lévy, décide de ne pas siéger. 
Werner Marchand, premier suppléant, siège alors jusqu'en 1949. De 1946 à 1947, il est aussi vice-président de la Chambre. Il est en effet élu vice-président le 12 novembre 1946 pour la session 1946-1947, après avoir remporté les élections sur Julien Lahaut, un communiste assassiné avant la question royale pour avoir crié à la tribune du parlement : "Vive la république". Au scrutin du second tour, Werner Marchand va obtenir 91 voix et Lahaut 78 voix. Il ne sera plus réélu pour la session 47-48 mais il restera au Parlement jusqu'en 1949.
L'acte le plus important durant son mandat fut la création de l'Ordre des Pharmaciens.
Les élections législatives de 1949, lors desquelles il ne se présente plus, marquent la fin de sa carrière parlementaire.
Il est élu en 1947 bourgmestre de la commune fusionnée de Chastre-Villeroux-Blanmont, fonction qu'il occupe pendant plus de trente ans. Sa devise était "servir et non se servir", il fut ainsi le modernisateur de ce village. Lors de son entrée en fonction, en plein période de reconstruction, sa première préoccupation fut d'améliorer la voirie.
Son fils,  Bernard Marchand (né en 1944), est également bourgmestre de Chastre (de 1995 à 2001).
À Chastre se trouve une avenue Werner Marchand.

## Littérature
- Paul VAN MOLLE, Het Belgisch Parlement, 1894-1972, Antwerpen, 1972